# ديفيس تياغو سانتوس دا سيلفا
ديفيس تياغو سانتوس دا سيلفا (1 أبريل 1982 في بورتو أليغري في البرازيل – )؛ هو لاعب كرة قدم سابق كان يلعب كلاعب وسط.

## وصلات خارجية
- ديفيس تياغو سانتوس دا سيلفا على موقع قاعدة بيانات كرة القدم.إي يو (الإنجليزية)
- ديفيس تياغو سانتوس دا سيلفا على موقع Soccerway.com (الإنجليزية)
- ديفيس تياغو سانتوس دا سيلفا على موقع عالم كرة القدم.نت (الإنجليزية)